# 1734 a tudományban
Az 1734. év a tudományban és a technikában.

## Díjak
- Copley-érem: John Theophilus Desaguliers

## Születések
- William Hudson botanikus († 1793)

## Halálozások
- május 13. Giovanni Ceva, olasz matematikus (* 1647)